# Tisa (okręg Marmarosz)
Tisa (ukr. Миків, Mykiw) – wieś w Rumunii, w okręgu Marmarosz, w gminie Bocicoiu Mare. W 2011 roku liczyła 1255 mieszkańców.